# Les brigands
Les brigands (de bandieten) is een immorele komische opéra-bouffe in drie akten van Jacques Offenbach. Het libretto werd geleverd door Henri Meilhac en Ludovic Halévy. Het stuk ging onder leiding van de componist in premiere op 10 december 1869. Het behandelt een aantal boevenstreken in Italië aan het hof van Mantua in een niet nader aangeduide tijd. De komische opera was in de tijd na het voltooien behoorlijk populair. In het Verenigd Koninkrijk werd er zelfs al redelijk vlot in 1871 een Engelstalige versie van gemaakt door William S. Gilbert, maar deze bleef tot 1889 op de plank liggen.

## Samenvatting van het verhaal
In een berglandschap is de boevenbende van Falsacappa berucht. Maar er valt weinig buit binnen te halen de laatste tijd. Er valt niet veel te verdienen aan het voor losgeld ontvoeren van boeren. De aanvoerder wil het daarom groots gaan aanpakken en komt op het idee de drie miljoen te stelen die de prins van Mantua aan het hof van Granada moet terugbetalen. Daartoe overvallen ze het transport daarvan, met de bedoeling zich voor te doen als die delegatie. Maar in de schatkist blijkt maar een biljet van duizend frank te zitten. De rest is achterover gedrukt door de kassier.  Als ze uiteindelijk in vermomming op het hof van Mantua zijn, komt de echte delegatie later toch aan en zijn ze er gloeiend bij. Maar de prins ziet dat Fiorella, de dochter van Falsacappa er bij is. Zij redde ooit zijn leven, en daarom krijgen ze amnestie. Doch ze moeten dan wel stoppen met hun boeven streken.
Het was de op een na laatste samenwerking met Meilhac en Halévy, en Offenbach's laatste triomf als "koning van het tweede keizerrijk".  Het stuk is buitengewoon geestig en inventief, heeft een dol dwaas libretto, en briljante parodieën op bekende opera's. Actuele thema's worden satirisch belicht en de normale samenleving op zijn kop gezet. Politici en rijken worden op de hak genomen, en de verhulde boodschap is eigenlijk dat de ware boeven in het paleis / parlement zitten. De tekst "men moet stelen volgens de positie die men inneemt" werd een populaire zin.
Een meesterwerk. Prachtige ensemble-nummers, soli en duetten en trio's. Intrigerende afsluitingen.
De samenwerking tussen de drie vrienden is deze keer niet geheel vlekkeloos: Offenbach beklaagt zich over "die luie Meilhac".
In 1878 wordt een nieuwe versie op de planken gebracht, in de vorm van een sprookjes-opera. Hiervoor wordt alles uit de kast gehaald en de aantallen opgevoerd. Er wordt o.a. een processie, drie balletten en een stoet toegevoegd. Het orkest wordt uitgebreid tot 52 muzikanten. Alle pracht die een sprookjesland nodig heeft is aanwezig. De ontvangst is goed, maar toch wordt het in deze versie slechts 34 keer uitgevoerd.
Rollen:
| Rol                                   | zangstem     | Uitvoerenden 10 december 1869 |
| ------------------------------------- | ------------ | ----------------------------- |
| Adolphe de Valladolid                 | tenor        | Henri Venderjench 'Cooper'    |
| Antonio, schatbewaarder van de Hertog | tenor        | Léonce                        |
| Barbavano                             | bas          | Daniel Bac                    |
| Baron de Campo-Tasso                  | tenor        | Charles Blondelet             |
| Carmagnola                            | tenor        | Gobin                         |
| Comte de Gloria-Cassis                | tenor        | Gourdon                       |
| Domino                                | tenor        | Bordier                       |
| Duc de Mantoue                        | bariton      | Constant Lanjallais           |
| Falsacappa, roversbaas                | tenor        | José Dupuis                   |
| Fiorella, zijn dochter                | sopraan      | Marie Aimée                   |
| Fragoletto, een boer                  | mezzosopraan | Zulma Bouffar                 |
| La Duchesse                           | sopraan      | A Régnault                    |
| Pipa, vrouw van Pipo                  | sopraan      | Léonie                        |
| Pipetta, dochter van Pipo             | sopraan      | Fanny Génat                   |
| Pipo, een huisbaas                    | tenor        | Boulange                      |
| Piétro, roversbaas                    | tenor        | Karl Knopp                    |
| La Princesse de Grenade               | sopraan      | Lucciani                      |
| Zerlina                               | sopraan      | Julia H.                      |
| Bianca                                | sopraan      | Oppenheim                     |
| Fiametta                              | sopraan      | Bessy                         |
| Ciccinella                            | sopraan      | Douard                        |
| Marquise                              | sopraan      | Gravier                       |
| Baas van de carabinieri               | bariton      | Baron                         |
| Preceptor                             | bas          | Videix                        |

## Johan Halvorsen
Johan Halvorsen, de Noorse componist/dirigent, gaf diverse malen leiding aan Røverne, zoals de Noorse titel luidt. In Oslo en Bergen vonden uitvoeringen plaats, waarbij Halvorsen leiding gaf aan het plaatselijk theater/operette/operagezelschap. In 1881 (Oslo) en 1898/1899 (Bergen) gaf Halvorsen voorstelling. Op 2 december 1902 werd de uitvoering uitgebreid met een extra lied voor de solist die Pietro speelde. Michael Krohn had een tekst aangeleverd en Halvorsen de muziek. Dit werd ongeveer 20 keer herhaald. Dit extra lied staat alleen vermeld in de programma’s van die voorstellingen. Er is later niets van teruggevonden.
Ba-ta-clan (1855) · 
Les deux aveugles (1855) ·
La bonne d'enfant (1856) ·
Le mariage aux lanternes (1857) ·
Orphée aux Enfers (1858) · 
Geneviève de Brabant (1859) ·
Daphnis et Chloé (1860) ·
M. Choufleuri restera chez lui le ... (1861) · 
Le pont des soupirs (1861) · 
La belle Hélène (1864) · 
Barbe-bleue (1866) · 
La vie parisienne (1866) ·
La Grande-Duchesse de Gérolstein (1867) · 
Robinson Crusoé (1867) · 
L'île de Tulipatan (1868) · 
La Périchole (1868) ·
Les brigands (1869) ·
Pomme d'Api (1873) ·
Bagatelle (1874) ·
Le voyage dans la lune (1875) ·
Madame Favart (1878) · 
La fille du tambour-major (1879) ·
Les contes d'Hoffmann (1880—onvoltooid)